# 加文·施密特
加文·施密特（英語：Gavin Schmitt；1986年1月27日—）是一位加拿大排球運動員，在場上的位置是接應二傳。他也代表加拿大國家排球隊參賽，代表加拿大參加了2014年世界排球錦標賽。